# Jezebel (The Rasmus)
Jezebel è un singolo del gruppo musicale finlandese The Rasmus, pubblicato il 17 gennaio 2022 come primo estratto dal decimo album in studio Rise.

## Descrizione
Si tratta della prima pubblicazione del gruppo con la chitarrista Emilia "Emppu" Suhonen, subentrata allo storico Pauli Rantasalmi. Riguardo al significato del testo, il frontman Lauri Ylönen ha spiegato che «parla di una ragazza che prende ciò che vuole, senza chiedere. Uno spirito libero», mentre il produttore e co-autore del brano Desmond Child ha aggiunto che rappresenta «un omaggio, un tributo, alle donne forti di oggi, che possiedono i loro corpi, che sono responsabili della loro sensualità, della loro sessualità e che sono determinate a essere uguali».

## Promozione
Il brano è stato annunciato per la prima volta il 12 gennaio 2022 in occasione della partecipazione del gruppo all'annuale UMK, il programma di selezione del rappresentante finlandese all'annuale Eurovision Song Contest, venendo pubblicato digitalmente cinque giorni più tardi. Durante l'evento, svoltosi il 26 febbraio, sono risultati i preferiti sia dalla giuria che dal televoto, diventando di diritto i rappresentanti eurovisivi finlandesi a Torino.
Nel maggio successivo, dopo essersi qualificato dalla seconda semifinale della manifestazione europea, il gruppo si è esibito nella finale eurovisiva, dove si è piazzato al 21º posto su 25 partecipanti con 38 punti totalizzati.

## Video musicale
In concomitanza con il lancio del singolo, la Uuden Musiikin Kilpailu ha reso disponibile un lyric video attraverso il proprio canale YouTube che mostra anche il gruppo eseguire il brano su un palco dominato dai colori giallo e nero.
Il 16 febbraio 2022 i Rasmus hanno pubblicato il video ufficiale, diretto da Jesse Haaja (il quale curò la regia del singolo del 2017 Wonderman) e che alterna scene di loro intenti ad eseguire il brano con altre in cui Ylönen viene mostrato legato in un letto prima di essere liberato da Suhonen.

## Tracce
Testi e musiche di Lauri Ylönen e Desmond Child.
Download digitale
1. Jezebel – 3:10

Download digitale – Remixed
1. Jezebel (2icons Remix) – 3:03
2. Jezebel (Toon Remix) – 2:51
3. Jezebel – 3:10

## Classifiche
| Classifica (2022) | Posizione massima |
| ----------------- | ----------------- |
| Finlandia         | 4                 |
| Lituania          | 24                |